# Köngernheim
Köngernheim est une municipalité de la Verbandsgemeinde Nierstein-Oppenheim, dans l'arrondissement de Mayence-Bingen, en Rhénanie-Palatinat, dans l'ouest de l'Allemagne.

## Illustrations

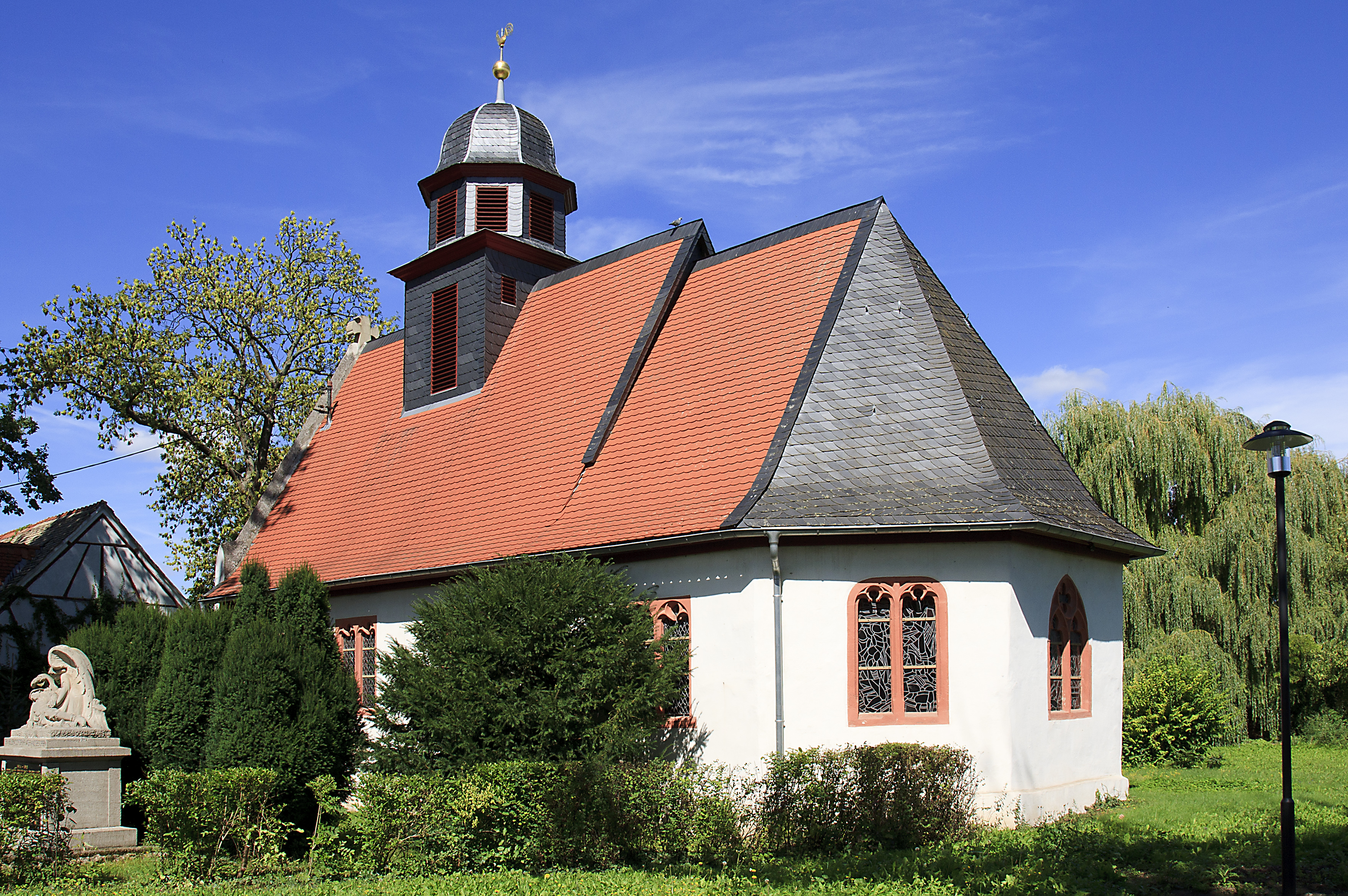
Église évangélique
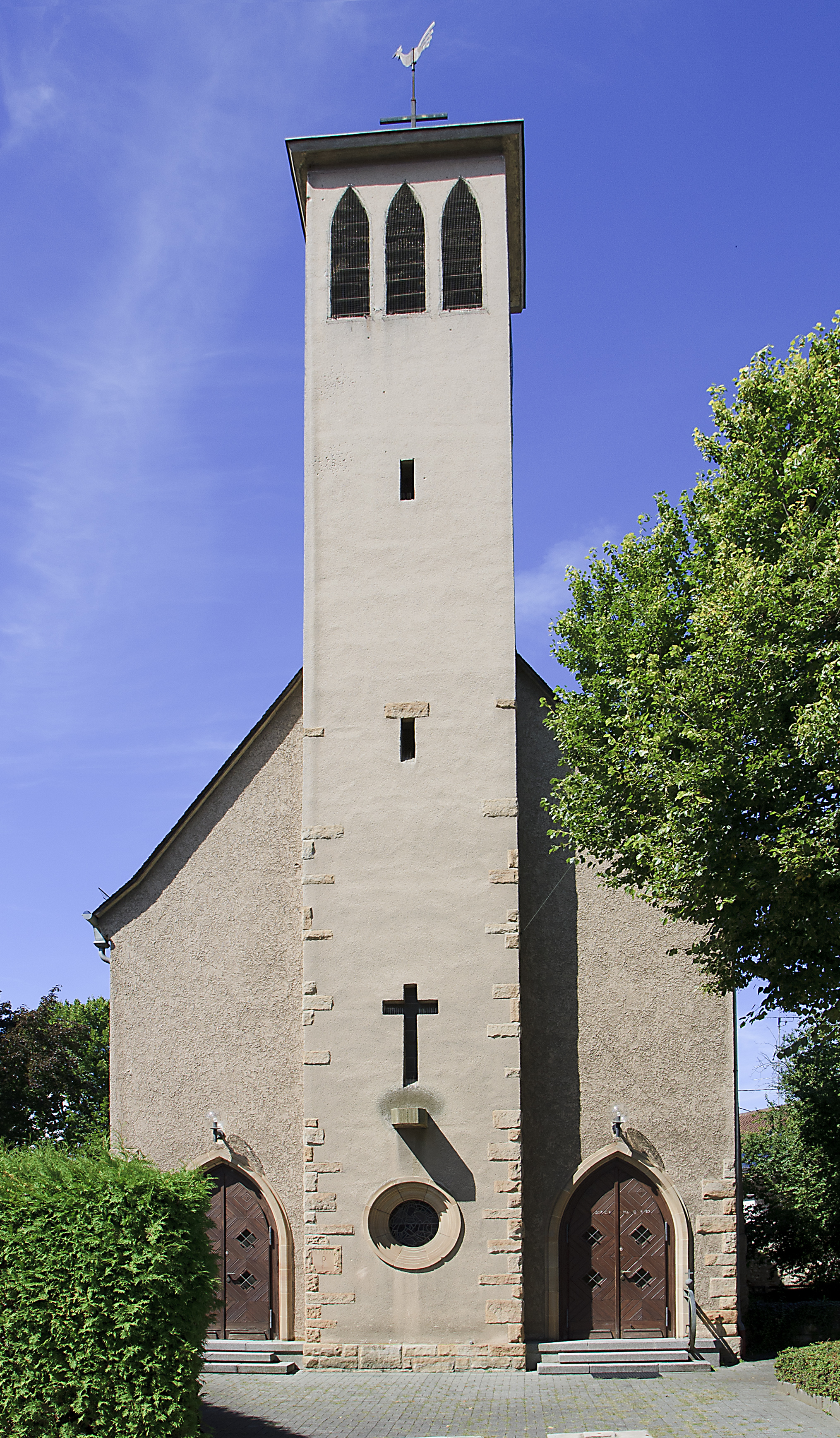
Église catholique
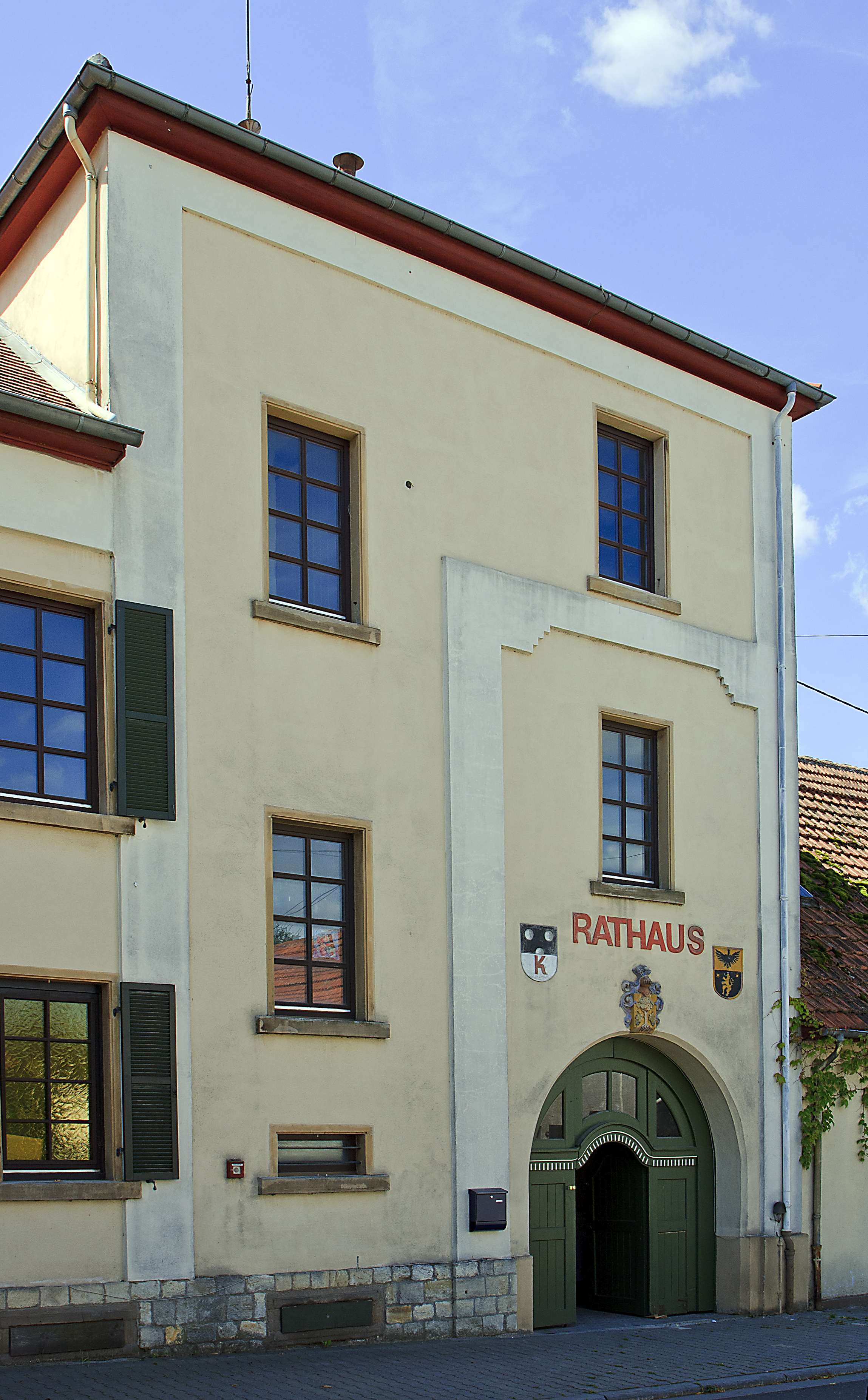
Mairie de Köngernheim
Localisation de Köngernheim dans la Verbandsgemeide et dans l'arrondissement